# Новоусадское сельское поселение
Новоусадское се́льское поселе́ние — упразднённое муниципальное образование в Ельниковском районе Мордовии Российской Федерации.
Административный центр — село Новоусадские Выселки.

## История
Статус и границы сельского поселения установлены Законом Республики Мордовия от 1 декабря 2004 года № 97-З «Об установлении границ муниципальных образований Ельниковского муниципального района, Ельниковского муниципального района и наделении их статусом сельского поселения и муниципального района».
Законом от 17 мая 2018 года N 39-З Новоусадское и Старотештелимское сельские поселения и сельсоветы были упразднены, а входившие в их состав населённые пункты были включены в состав Новодевиченского сельского поселения и сельсовета с административным центром в селе Новодевичье.

## Население
| 2002 | 2010 | 2012 | 2013 | 2014 | 2015 | 2016 |
| ---- | ---- | ---- | ---- | ---- | ---- | ---- |
| 271  | ↘194 | ↘185 | ↘181 | ↘174 | ↘168 | ↘163 |
| 2017 | 2018 |      |      |      |      |      |
| ↘150 | ↘149 |      |      |      |      |      |

## Состав сельского поселения
| № | Населённый пункт       | Тип населённого пункта | Население |
| - | ---------------------- | ---------------------- | --------- |
| 1 | Желтоноговские Выселки | деревня                | ↘4        |
| 2 | Карасевка              | посёлок                | ↘2        |
| 3 | Краснофлотец           | село                   | ↘88       |
| 4 | Лысая Гора             | село                   | ↘6        |
| 5 | Новоусадские Выселки   | село                   | ↘94       |